# Dryophiops rubescens
Dryophiops rubescens är en ormart som beskrevs av Gray 1835. Dryophiops rubescens ingår i släktet Dryophiops och familjen snokar. IUCN kategoriserar arten globalt som livskraftig. Inga underarter finns listade i Catalogue of Life.
Arten förekommer i Sydostasien på Malackahalvön, Borneo, Sumatra, Java och på mindre öar. Den hittades även på små öar som tillhör Filippinerna. Ormen vistas främst i träd eller i buskar. Arten når i bergstrakter 980 meter över havet. Det finns motstridiga uppgifter om Dryophiops rubescens lägger ägg eller inte.